# Commission des archives constitutionnelles de la Ve République
La Commission des archives constitutionnelles de la Ve République est une commission rattachée au gouvernement français, et plus spécialement aux services du Premier ministre. Créée en 2002 par Jacques Chirac, elle est supprimée par décret du 24 août 2011, entrant en vigueur le 1er janvier 2012.

## Mission
La commission était chargée de faciliter aux citoyens l'accès à l'ensemble organisé des archives constitutionnelles de la Ve République, afin de « mieux comprendre les ressorts profonds de notre démocratie ».
Le Code du patrimoine précisait que la commission « recense et assure, dans le respect de la législation relative aux archives, la publication des archives publiques et privées intéressant l'application de la Constitution du 4 octobre 1958. Elle peut également recueillir des témoignages écrits et oraux et participer à des recherches et des travaux de nature historique. ».
Les articles D. 212-95 à D. 212-99 organisaient le fonctionnement de la commission, la durée du mandat de son rapporteur général, et sa fonction au sein des services du Premier ministre.

## Membres
La commission était présidée par le vice-président du Conseil d'État et comprenait les membres de droit suivants :
- le premier président de la Cour de cassation ;
- le premier président de la Cour des comptes ;
- le secrétaire général du Gouvernement ;
- le secrétaire perpétuel de l'Académie des sciences morales et politiques ;
- le secrétaire général de l'Assemblée nationale ;
- le secrétaire général du Sénat ;
- le secrétaire général du Conseil constitutionnel ;
- le directeur de la Documentation française (le directeur de l'Information légale et administrative à partir de 2010) ;
- le directeur des affaires civiles et du sceau ;
- le directeur des Archives de France ;
- le président de la Fondation nationale des sciences politiques ;
- le directeur de l'Institut d'histoire du temps présent au Centre national de la recherche scientifique.

Étaient également membres de la commission les anciens secrétaires généraux du gouvernement ainsi que quinze personnalités qualifiées nommées pour quatre ans par décret du président de la République. Ces membres ont été, :
- Pierre Avril (nommé en 2002, renouvelé en 2006)
- André Chandernagor (nommé en 2002, renouvelé en 2006)
- Gérard Conac (nommé en 2002, renouvelé en 2006)
- Olivier Duhamel (nommé en 2002)
- Jean Favier (nommé en 2002, renouvelé en 2006)
- Louis Favoreu (nommé en 2002)
- Jean Foyer (nommé en 2002, renouvelé en 2006)
- Jean Gicquel (nommé en 2002, renouvelé en 2006)
- Jacques Ollé-Laprune (nommé en 2002, renouvelé en 2006)
- François Luchaire (nommé en 2002, renouvelé en 2006)
- Jean Massot (nommé en 2002, renouvelé en 2006)
- Pierre Messmer (nommé en 2002, renouvelé en 2006)
- Marcel Morabito (nommé en 2002, renouvelé en 2006)
- Jean-Luc Parodi (nommé en 2002, renouvelé en 2006)
- Pierre Sudreau (nommé en 2002, renouvelé en 2006)
- Michel Ameller (nommé en 2006)
- Michel Verpeaux (nommé en 2006)

Un rapporteur général de la commission était nommé pour quatre ans par décret du président de la République. Il s'est agi de Didier Maus pendant toute l'existence de la commission.
La commission désignait en son sein un comité scientifique de six membres, dont le président était nommé par décret.

## Travaux
Deux volumes de documents ont été publiés par la commission en 2008 à l'occasion du cinquantenaire de la Constitution du 4 octobre 1958 ; ils ont été complétés par trois autres volumes en 2010 et 2011 :
- Archives constitutionnelles de la Ve République, Paris, La Documentation française
  - vol. 1 : 4 octobre 1958 - 30 novembre 1958, 2008, 838 p.  (ISBN 978-2-11-006943-6)
  - vol. 2 : 1er décembre 1958 - 7 janvier 1959, 2008, 779 p.  (ISBN 978-2-11-007299-3)
  - vol. 3 : 8 janvier 1959 - 27 avril 1959, 2010, 928 p.  (ISBN 978-2-11-008043-1)
  - vol. 4 : 28 avril 1959 - 31 juillet 1959, 2010, 1006 p.  (ISBN 978-2-11-008229-9)
  - vol. 5 : Témoignages 1958-1995, 2011, 524 p.  (ISBN 978-2-11-008429-3)[4]